# Langschwarza
Langschwarza ist eine Ortschaft und eine niederösterreichische Katastralgemeinde, die der Stadtgemeinde Schrems im Bezirk Gmünd angehört. Die Ortschaft umfasst 245 Einwohner (Stand 1. Jänner 2024).

## Geographie

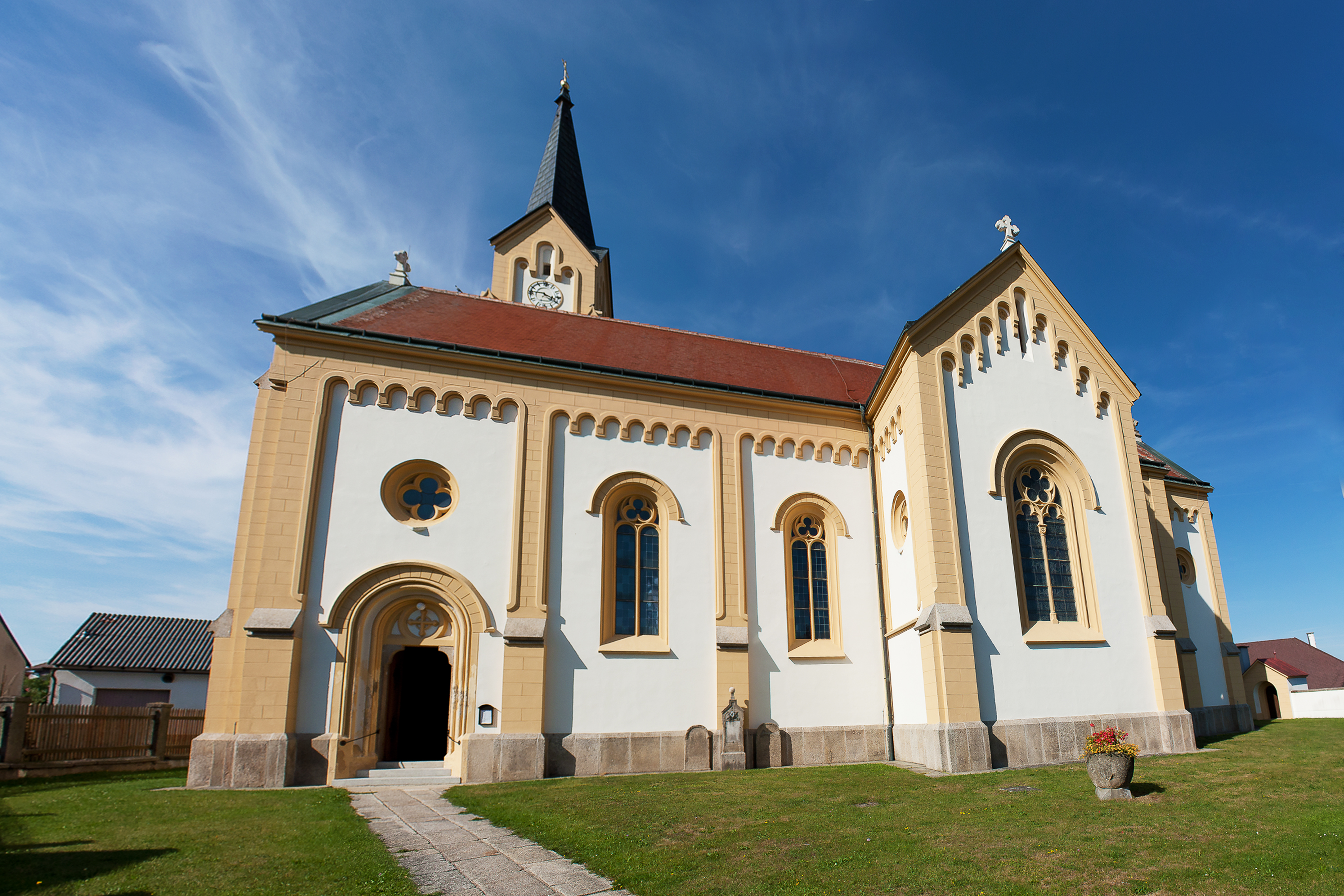
Pfarrkirche Langschwarza

Langschwarza grenzt direkt an Kurzschwarza, getrennt durch den Schwarzabach (Schwarzaha), und liegt an der E49 (Waldviertler-Bundesstraße (B2)) zwischen Vitis und Schrems. Zur Ortschaft zählt weiters der Weiler Neuhöf im Südwesten. Am 1. April 2020 zählte die Ortschaft 116 Adressen.
Der höchste Punkt von Langschwarza ist der Standort der Pfarrkirche Langschwarza mit 553 m ü. A.

## Geschichte
Eine gesicherte Erstnennung ist durch eine Urkunde belegt, die 1429 anlässlich der Belehnung von Thomas, dem Richter von Schrems und seinen Brüdern Andre und Hans mit Zehentrechten in Swarcza ausgestellt wurde. 1499 verzeichnet das Schremser Urbar in „Schwartzbach“ 17 Lehen, 13 Hofstätten und eine Herberg „aufm Perg“.
Bis 1848 war der Schwarzabach die natürliche Grenze zwischen den Herrschaften Hirschbach, Kirchberg am Walde und Schrems.
Zum Ende des 16. Jahrhunderts umfasste die Herrschaft Schrems 35 Häuser in Schwarza, während 11 Häuser zur Herrschaft Hirschbach und 7 Häuser der Herrschaft Kirchberg gehörten. 1595 wurden die Anteile der Herrschaft Schrems an die Herrschaft Meyres und Grünau verkauft. Diese wiederum wurden im 17. Jahrhundert an die Herrschaft Hirschbach weiter veräußert. 1761 wurde Langschwarza wieder an die Herrschaft Schrems verkauft.
1751 wurde der Name Langschwarza erstmals urkundlich erwähnt. Im Jahr 1822 wurde der Ort als Dorf mit 51 Häusern genannt, das über eine Pfarre und eine Schule verfügte. Die Herrschaft Schrems besaß die Ortsobrigkeit, übte die Landgerichtsbarkeit aus, besorgte die Konskription und hatte die Grundherrschaft inne. Laut Schweickhardt waren die Bewohner ziemlich gut bestiftete Landbauern, die Ackerbau und besonders auch Viehzucht betrieben. Weiters lebten hier 22 Kleinhäusler, darunter Händler, Handwerker und mehrere Kattunweber.
In der Ortsgemeinde Langschwarza schlossen sich 1850 Langschwarza, Kurzschwarza und Pürbach zusammen. Gemäß Adressbuch von Österreich waren im Jahr 1938 in der Ortsgemeinde Langschwarza ein Drechsler, ein Gastwirt mit Gemischtwarenhandel, ein Schmied, eine Schneiderin, ein Schuster, eine Sparkasse, drei Tischler, ein Wagner und einige Landwirte ansässig.
Die Ortsgemeinde Langschwarza schloss sich 1972 der Stadt Schrems an.

## Kultur und Sehenswürdigkeiten
- Katholische Pfarrkirche Langschwarza hl. Ägyd

## Persönlichkeiten
- David Süß (* 1989), Politiker und Direktor des Österreichischen Bauernbundes, stammt aus dem Ort